# Епархия Верапаса

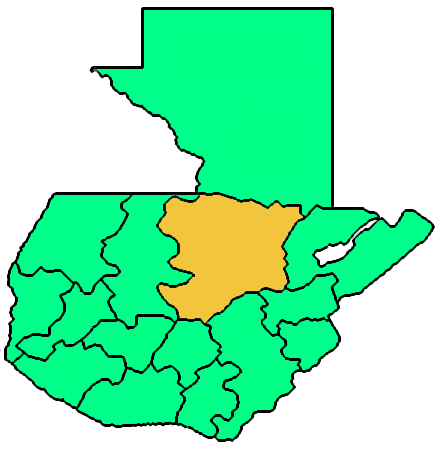
Карта епархии Верапаса

Епархия Верапаса (лат.  Dioecesis Verae Pacis) — епархия Римско-Католической церкви с центром в городе Кобан, Гватемала. Епархия Верапаса распространяет свою юрисдикцию на департаменты Альта-Верапас и Баха-Верапас. Епархия Верапаса входит в митрополию Гватемалы. Кафедральным собором епархии Верапаса является церковь святого Доминика.

## История
27 июля 1921 года Римский папа Пий XI издал буллу Suprema, которой учредил апостольский викариат Верапаса и Петена, выделив его из архиепархии Гватемалы.
14 января 1935 года Римский папа Пий XI издал буллу Quoties in regionibus, которой преобразовал апостольский викариат Верапаса и Петена в епархию Верапаса.
10 марта 1951 года епархия Верапаса передала часть своей территории для возведения новой апостольской администратуры Эль-Петена (сегодня — Апостольский викариат Эль-Петена).

## Ординарии епархии
- епископ Luis Durou y Sure (12.11.1928 — 14.01.1935);
- епископ José Luis Montenegro y Flores (23.01.1935 — 23.03.1945);
- епископ Raymundo Julián Martín (Manguan) (14.11.1945 — 28.05.1966);
- епископ Juan José Gerardi Conedera (5.05.1967 — 22.08.1974) — назначен епископом епархии Киче;
- епископ Gerardo Humberto Flores Reyes (7.10.1977 — 22.02.2001);
- епископ Rodolfo Valenzuela Núñez (22.02.2001 — по настоящее время).

## Источник
- Annuario Pontificio,  Libreria Editrice Vaticana, Città del Vaticano, 2003, ISBN 88-209-7422-3
- Булла Suprema, AAS 20 (1928), стр. 297  (лат.)
- Булла Quoties in regionibus, AAS 27 (1935), стр. 398  (лат.)